# Pentadenia
Pentadenia é um género botânico pertencente à família Gesneriaceae.

## Espécies
Composto por 36 espécies:
Pentadenia angustata Pentadenia antiocana Pentadenia ascendens
Pentadenia aurantiaca Pentadenia byrsina Pentadenia colombiana
Pentadenia columbiana Pentadenia crassicaulis Pentadenia ecuadorana
Pentadenia fritschii Pentadenia hypocyrtantha Pentadenia inconspicua
Pentadenia isernii Pentadenia katzensteinii Pentadenia lophophora
Pentadenia lutea Pentadenia manabiana Pentadenia matudae
Pentadenia microscpala Pentadenia microsepala Pentadenia moesta
Pentadenia nervosa Pentadenia orientandina Pentadenia ovatifolia
Pentadenia rileyi Pentadenia rubiacuta Pentadenia rubida
Pentadenia rubriacuta Pentadenia sericea Pentadenia spathulata
Pentadenia strigosa Pentadenia tandapiana Pentadenia trollii
Pentadenia vinacea Pentadenia weberbaueri Pentadenia zapotalana